# Shirley Scott
Shirley Scott (Filadelfia, 14 marzo 1934 – Filadelfia, 10 marzo 2002) è stata un'organista e compositrice statunitense.
È nota soprattutto per aver collaborato col marito Stanley Turrentine e con Eddie Davis.

## Discografia parziale
- 1958: Great Scott! (Prestige)
- 1958: Scottie (Prestige)
- 1959: Scottie Plays the Duke (Prestige)
- 1959: Soul Searching (Prestige)
- 1958-60: Shirley's Sounds (Prestige)
- 1958-60: The Shirley Scott Trio (Moodsville)
- 1960: Soul Sister (Prestige)
- 1960: Mucho, Mucho (Prestige)
- 1960: Like Cozy (Moodsville)
- 1961: Satin Doll (Prestige)
- 1958-61: Workin' (Prestige)
- 1960-61: Stompin'  (Prestige) - con Eddie Davis
- 1961: Hip Soul (Prestige)
- 1961: Blue Seven (Prestige)
- 1961: Hip Twist (Prestige)
- 1961: Shirley Scott Plays Horace Silver (Prestige)
- 1962: Happy Talk (Prestige)
- 1962: Drag 'em Out (Prestige)
- 1963: The Soul Is Willing (Prestige) - con Stanley Turrentine
- 1963: For Members Only (Impulse!)
- 1963: Soul Shoutin' (Prestige) - con Stanley Turrentine
- 1964: Travelin' Light (Prestige) - con Kenny Burrell
- 1958-64: Now's the Tim (Prestige)
- 1964: Blue Flames (Prestige) - con Stanley Turrentine
- 1964: Great Scott!! (Impulse!)
- 1964: Everybody Loves a Lover (Impulse!)
- 1964: Queen of the Organ (Impulse!)
- 1965: Latin Shadows (Impulse!)
- 1966: On a Clear Day (Impulse!)
- 1966: Roll 'Em (Impulse!)
- 1967: Soul Duo (Impulse!)
- 1967: Girl Talk (Impulse!)
- 1969: Soul Song (Atlantic)
- 1969: Shirley Scott & the Soul Saxes (Atlantic)
- 1970: Something (Atlantic)
- 1971: Mystical Lady (Cadet)
- 1972: Lean on Me (Cadet)
- 1973: Superstition (Cadet)
- 1974: One for Me (Stata East)
- 1979: Oasis (Muse)
- 1991: Great Scott! (Muse)
- 1991: Blues Everywhere (Candid)
- 1991: Skylark (Candid)
- 1992: A Walkin' Thing (Candid) - con Stanley Turrentine
- 1961: Dearly Beloved (Blue Note)
- 1963: Never Let Me Go (Blue Note)
- 1963: A Chip Off the Old Block (Blue Note)
- 1964: Hustlin' (Blue Note)
- 1966: Let It Go (Impulse!)
- 1968: Common Touch (Blue Note)

con Mildred Anderson
- Person to Person (Bluesville, 1960)

con Eddie Davis
- Count Basie Presents Eddie Davis Trio + Joe Newman (Roulette, 1957)
- The Eddie Davis Trio featuring Shirley Scott (Roost, 1958)
- The Eddie Davis Trio featuring Shirley Scott, Organ (Roulette, 1958)
- The Eddie "Lockjaw" Davis Cookbook (Prestige, 1958)
- Jaws (Prestige, 1958)
- The Eddie "Lockjaw" Davis Cookbook, Vol. 2 (Prestige, 1958)
- The Eddie "Lockjaw" Davis Cookbook Volume 3 (Prestige, 1958)
- Smokin' (Prestige, 1958) - released 1964
- Very Saxy (Prestige, 1959)
- Jaws in Orbit (Prestige, 1959)
- Hear My Blues (Bluesville, 1959)
- Bacalao (Prestige, 1959)
- Eddie "Lockjaw" Davis with Shirley Scott (Moodsville, 1960)
- Misty (Moodsville, 1960) - released 1963

con Al Grey
- Al Grey Live at Travelers Lounge (Travelers, 1977)
- Al Grey / Jimmy Forrest Quintet Live at Rick's (Aviva, 1981)

con Joe Newman
- Soft Swingin' Jazz (Coral, 1957)